# Geheimzentrale Lissabon
Geheimzentrale Lissabon (im Original Lisbon) ist ein US-amerikanisch-portugiesischer Kriminalfilm von Ray Milland aus dem Jahr 1956. Es war Ray Millands zweite Regiearbeit, zudem spielte er die Hauptrolle und war ausführender Produzent des Films. Neben der Kriminalgeschichte ist auch die Liebesgeschichte zwischen Evans und Sylvia Merrill bzw. Maria Madalena von Bedeutung, zudem zeigt der Film humorvolle bis parodistische Elemente und beinhaltet einige musikalische Einlagen, mit den Variationen des portugiesischen Liedes Lisboa Antiga als zentralem musikalischem Motiv.

## Handlung
Der ehemalige US-Offizier Robert John Evans, nach dem Zweiten Weltkrieg in Europa geblieben, besitzt ein außergewöhnlich schnelles Boot, mit dem er vor der Küste Lissabons Schmuggel betreibt. Der so höfliche wie skrupellose griechische Schmuggler und Hehler Mavros, die mächtigste Figur der Lissaboner Unterwelt, erfährt von Evans und sein von der Polizei auf See nicht einzuholendes Boot. Er lädt ihn auf sein Anwesen, um ihn zu engagieren, mit dem Hintergedanken, ihn bald als Konkurrent auszuschalten. Auf dem Anwesen begegnen sich Evans und die junge Maria Madalena, eine von Mavros angestellten Gesellschaftsdamen, die sich zunächst abweisend zeigt, sich aber insgeheim in Evans verliebt.

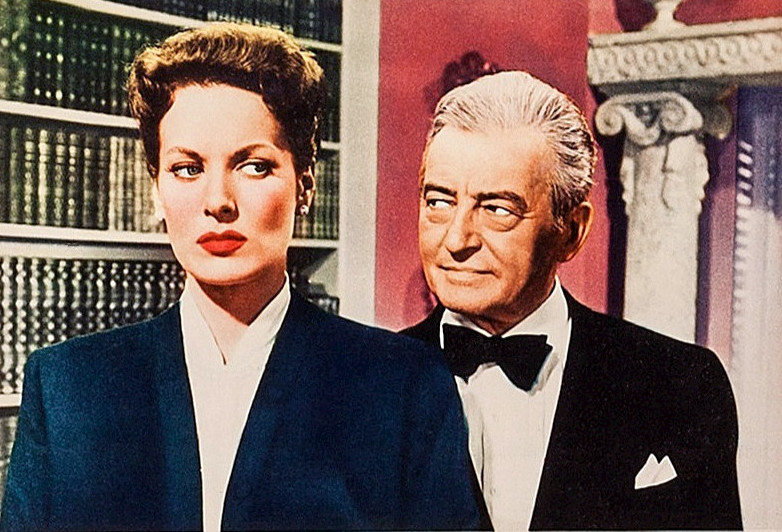
Sylvia Merrill lässt sich von Mavros zum Mord an ihrem entführten Mann überreden (Filmszene).

Die attraktive US-Amerikanerin Sylvia Merrill kommt auf der Suche nach ihrem entführten, sehr viel älteren Ehemann Lloyd nach Lissabon. Sie hat das Vertrauen in die Hilfe der US-Behörden verloren und möchte nun mit der Hilfe des international einflussreichen Ganoven Mavros ihren Mann befreien. Im Auftrag Mavros` trifft Evans danach Sylvia, um die vereinbarte Zahlung abzuholen. Die beiden gehen dazu zusammen aus, und Sylvia verliebt sich dabei in Evans.
Um die Zahlung lieber persönlich zu übergeben, kommt Sylvia anderntags mit Evans zum Abendessen zu Mavros. Dort vereinbaren die drei, dass Mavros Sylvias Mann vor die Küste Lissabons bringen lässt während Sylvia auf Evans Boot bleibt, außerhalb der Reichweite der bereits aufmerksamen portugiesischen Polizei und amerikanischen Botschaft. Als Sylvia und Mavros zur Geldübergabe kurz alleine in einem Nebenraum sind, überredet sie Mavros, ihren Mann vor der Ankunft in Lissabon umbringen zu lassen, damit sie dessen großes Vermögen erbt und ein neues, ungebundenes Leben anfangen kann, gegen eine großzügige Beteiligung am Erbe für Mavros. Draußen nähern sich derweil Evans und Maria Madalena an.
Anderntags fährt Evans mit Sylvia hinaus und legt nur für einige Ausflüge an Land an, während Mavros Lloyd aufspüren lässt.
Nachdem Evans und Sylvia zurück in Lissabon sind und Mavros Lloyd aufgespürt hat, soll Evans mit seinem Boot in der Nacht Lloyd Merrill an Bord nehmen. Mavros weiht Evans jedoch nicht in die geänderten Pläne ein, sondern schickt seine rechte Hand und Mann fürs Grobe, Serafim, mit an Bord. Maria Madalena hat jedoch Mavros und Serafim belauscht und kann Evans vor Auslaufen unbemerkt warnen.
Evans und Serafim, der Maria Madalena liebt, fahren nun hinaus und nehmen auf dem Meer den geschwächten Lloyd von einem Schmugglerboot auf. Auf der Rückfahrt versucht Serafim dann, im Auftrag Mavros`, sowohl Lloyd als auch Evans umzubringen. Evans tötet Serafim jedoch im Kampf und bringt Lloyd unversehrt zu Mavros. Von Maria Madalena zuvor alarmiert, sind Polizei und die US-Botschaft zur Stelle und legen Mavros das Handwerk. Sylvia muss nun bei ihrem Mann bleiben, und Evans und Maria Madalena beschließen, zusammen fortzugehen.

## Produktion

### Produktion

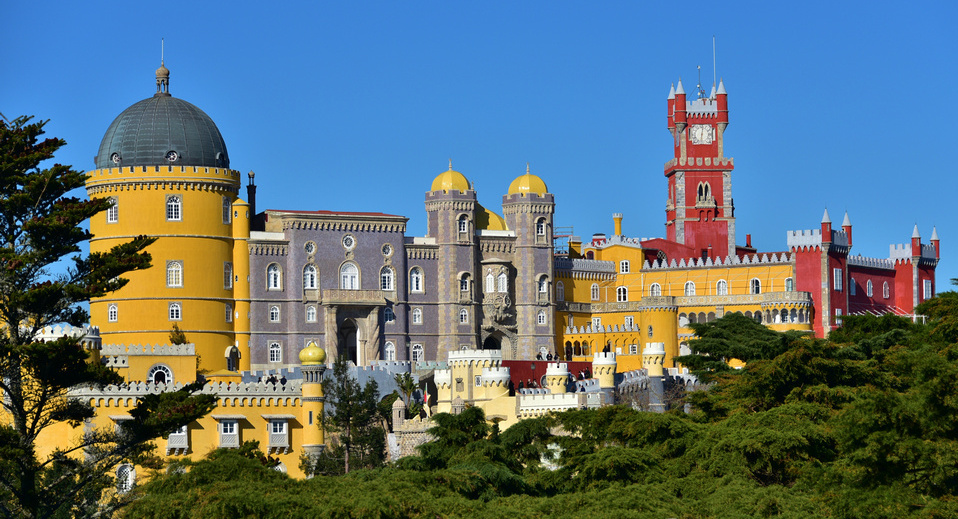
Der Palácio Nacional da Pena in Sintra, eine der prominent gezeigten Sehenswürdigkeiten im Film.

Milland produzierte den Film für Republic Pictures. Er entstand zwischen Dezember 1955 und Januar 1956 an Originalschauplätzen in Lissabon und im Umland, besonders Cascais und Sintra. So wird der Palácio Nacional da Pena prominent ins Bild genommen, in der Ausflugsszene von Capt. Evans und Sylvia. Die meisten Innenaufnahmen entstanden dagegen kostengünstiger in den Republic-Studios in Hollywood. Fertiggestellt wurde der Film von der portugiesischen Firma Amateau Lda. bei der Tóbis Portuguesa.
Kameramann Jack A. Marta machte die Außenaufnahmen in Naturama-Scope und erhielt dabei besonders schöne Aufnahmen portugiesischer Landschaften und Sehenswürdigkeiten in Lissabon und Sintra.
Portugiesische Darsteller kamen nur in unbedeutenden Nebenrollen vor, darunter der in Portugal bis heute populäre Vasco Santana als fröhlicher Gast im Fadolokal. Allenfalls die Gesangseinlage von Anita Guerreiro als Fadosängerin in der gleichen Szene ist erwähnenswert.

### Musik
Nelson Riddle versah den Film mit orchestrierter Filmmusik. Er verwandte dabei auch portugiesische Melodien, insbesondere das im Film mehrfach vorkommende Lied Lisboa Antiga, hier als Lisboa Antigua betitelt und von der Sängerin Roby Charmandy (auch als Robie Lester bekannt) mit englischer Textbearbeitung von Harry Dupree eingesungen. In einer Nachtclub-Szene trägt zudem die junge Anita Guerreiro das Lied in einer traditionellen Fado-Version vor.
Riddles Filmmusik erschien bereits vor Veröffentlichung des Films, als Album Lisbon Antigua. Das Album wurde noch vor Erscheinen des Films ein Erfolg, und die gleichnamige Single wurde der größte Erfolg Riddles in dem Jahr, nachdem sie vier Wochen lang auf Platz eins der Billboard-Charts war.

### Deutsche Synchronisation
Die deutsche Fassung zählte mit bekannten Synchronsprechern. So sprach Arnold Marquis die Rolle des Captain Evans (Ray Milland), Marion Degler sprach die Rolle der Sylvia Merrill (Maureen O’Hara), Margot Leonard gab der Maria Madalena (Yvonne Furneaux) ihre Stimme, Friedrich Joloff sprach den Serafim (Francis Lederer), und Arthur Schröder übernahm die Stimme des Aristides Mavros (Claude Rains).

## Veröffentlichungen
Der Film kam am 17. August 1956 in die US-amerikanischen Kinos, in Deutschland war sein Kinostart am 30. November des Jahres. In Portugal startete er am 1. Januar 1957, danach erschien er in einer Vielzahl weiterer Länder weltweit, vermutlich als letztes im Sommer 1960 in Spanien.
1991 kam er erstmals als VHS-Kassette in den Handel, in den USA. 2018 erschien er dort auch als DVD und Blu-ray. In Spanien war er bereits 2011 als DVD veröffentlicht worden und kam 2018 dort nochmals heraus.
Im Jahr 2020 wurde der Film von Edition Filmjuwelen auch in Deutschland auf DVD und Blu-ray veröffentlicht.

## Rezeption
Die Kritik nahm den Film überwiegend positiv auf. Ihm wurde ein solides Handwerk bescheinigt und häufig auch ein schlüssiges Drehbuch mit interessanten Verwicklungen bemerkt. Gelegentlich wurden die teils lockeren Moralvorstellungen der Hauptpersonen, der Zynismus des Captain Evans und der latente Sadismus des Mavros negativ gesehen, wohingegen die gelungene Fotografie und die sehenswerten Aufnahmen aus Portugal weitgehend einhellig gelobt wurden.

„Kriminalverwicklungen, Love-Story und Agentenabenteuer in einem Film mit ausreichender Spannung – und Portugal als dekorativem Hintergrund. Die zweite Spielfilmregie des Schauspielers Ray Milland.“

„Ein aufregender Spaß, der weit mehr als das Spezialpublikum erfreuen wird.“